# Rietmat

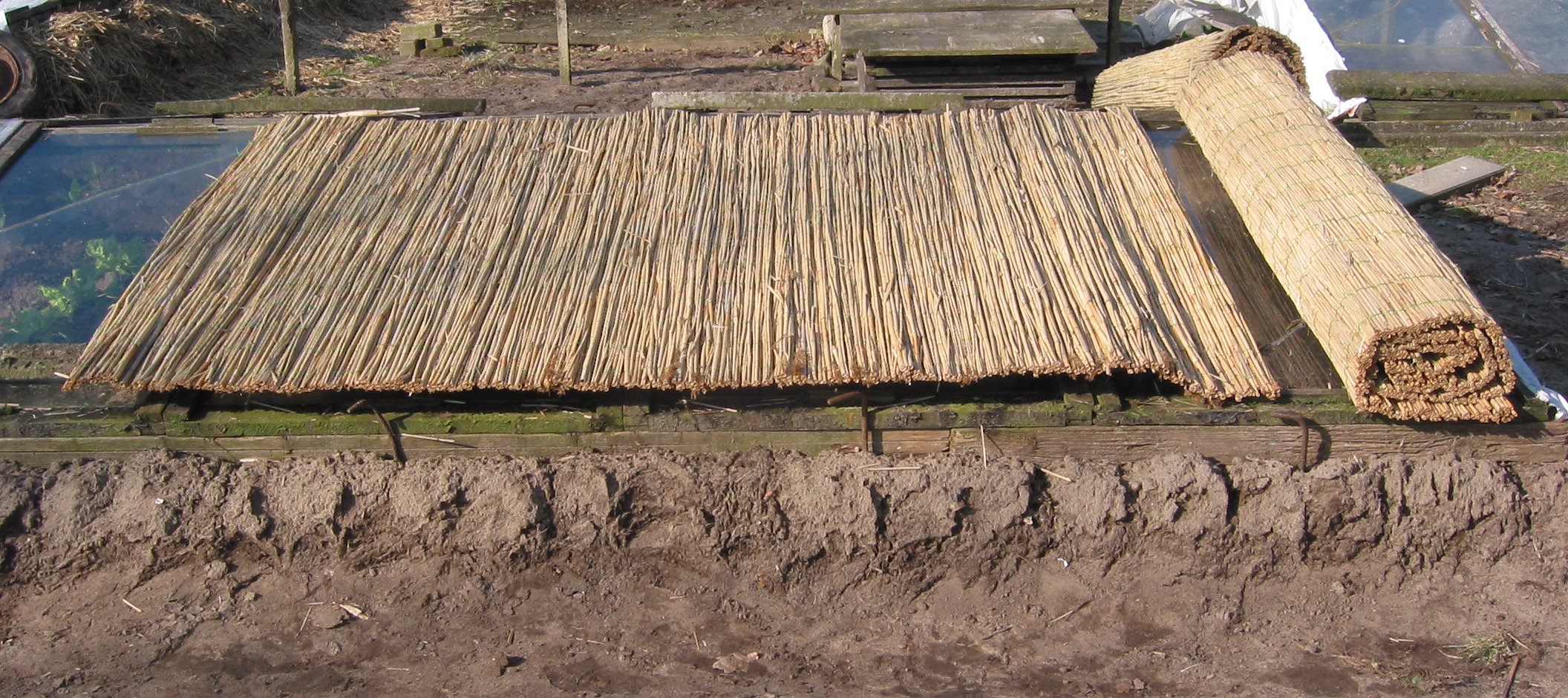
Rietmat 150 x 200 cm

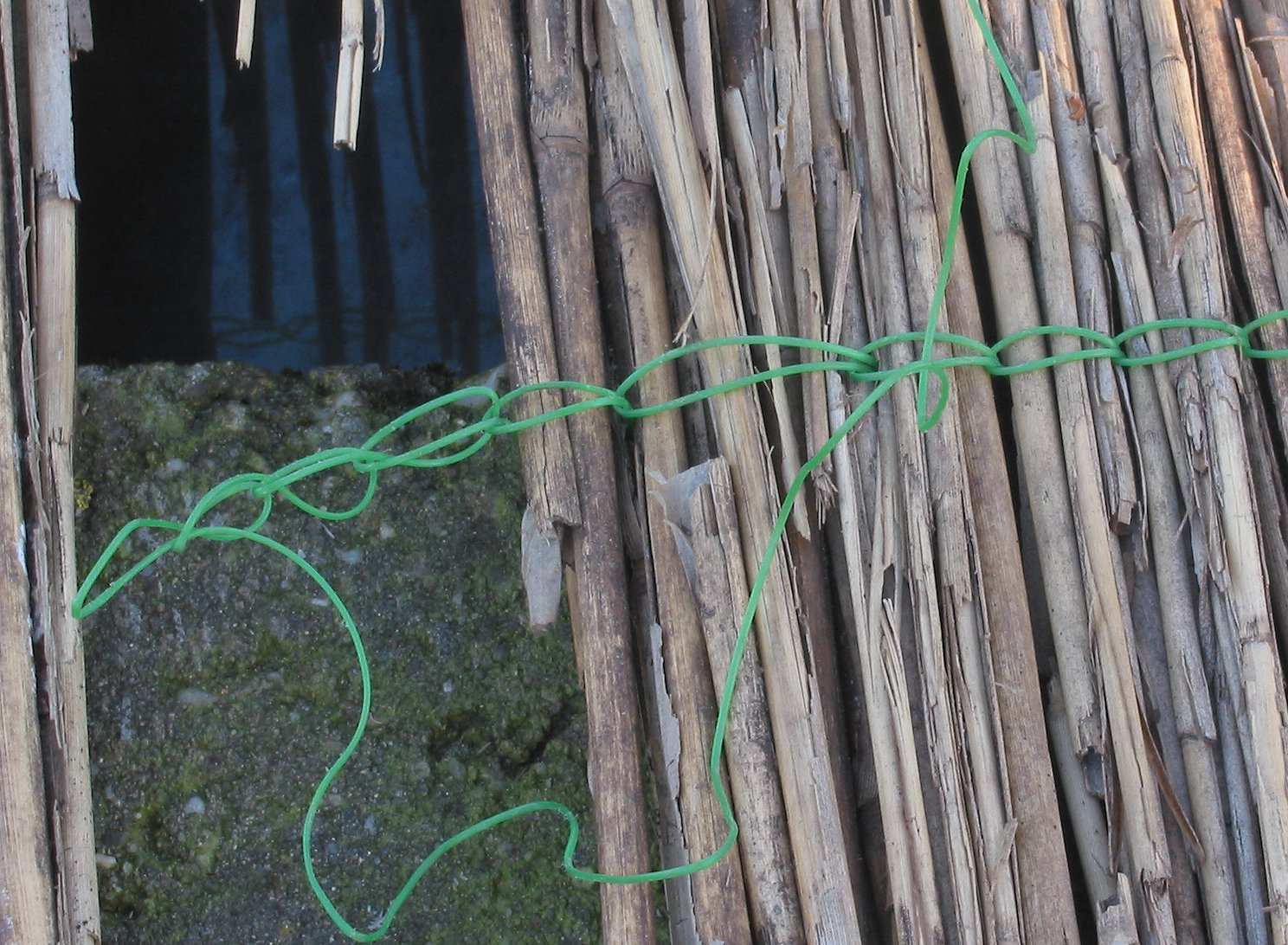
Perlondraad

Een rietmat bestaat uit zoetwaterrietstengels, die met draad aan elkaar vastgemaakt zijn. In tegenstelling tot een rietplaat kan de mat opgerold worden. Als binddraad wordt groen perlondraad of geel polyproptouw gebruikt. De afmetingen van een rietmat kunnen variëren. Enkele gangbare afmetingen zijn 150 breed en 200 cm lang en 200 x 200 cm, maar ook rietmatten tot 600 cm komen voor. Ook de dikte van de mat kan variëren van 1 tot 2 cm en zelfs soms tot 4 cm. Bij de dunste rietmat is de mat één stengel dik.
Rietmatten van 150 x 200 cm worden onder meer gebruikt voor het 's nachts afdekken van broeibakken om deze te beschermen tegen de kou. Een rietmat houdt ongeveer 3 graden vorst tegen. Ook het glas houdt ongeveer 3 graden vorst tegen, zodat een met een rietmat afgedekte broeibak bij -6 °C nog vorstvrij gehouden kan worden. In plaats van rietmatten kan ook noppenfolie gebruikt worden, maar dit waait gemakkelijk weg.
Ook kunnen rietmatten gebruikt worden om buitenplanten tegen vorst te beschermen en als decoratie.
Afhankelijk van het gebruik is de minimale levensduur van een rietmat drie jaar. Voor een langere levensduur kan een rietmat behandeld worden met lijnolie.